# يوحنا سميث
يوحنا سميث (بالنرويجية: Johan Oscar Smith)‏ (و. 1871 – 1943 م) هو كاهن، وMaster chief petty officer ‏ نرويجي، ولد في فريدريكستاد، توفي في هورتن، عن عمر يناهز 72 عاماً.